# Frank Drake
Frank Drake (Chicago, Estados Unidos, 28 de mayo de 1930 - Aptos, Estados Unidos, 2 de septiembre de 2022) fue un astrónomo estadounidense. Participó y dirigió numerosos proyectos para buscar vida extraterrestre desde que él mismo llevara a cabo el primero de todos, el proyecto Ozma en el año 1960. Fue uno de los pioneros del proyecto SETI y desde 2003 hasta su fallecimiento fue presidente emérito del Instituto SETI.

## Biografía

### Primeros años y educación
Nació el 28 de mayo de 1930, en Chicago y de joven le gustó la química y la electrónica. Drake contó que consideró la posibilidad de existencia de vida en otros planetas desde los ocho años de edad, pero que nunca discutió la idea con su familia o sus profesores debido a la ideología religiosa prevalente.
Se matriculó en la Universidad de Cornell con una beca de Oficial Naval de Reserva. Una vez ahí empezó estudiando astronomía. Sus ideas sobre la posibilidad de vida extraterrestre se reforzaron con una clase magistral del astrofísico Otto Struve en 1951. Después de la universidad, sirvió brevemente como oficial de electrónica en el USS Albany. Más tarde fue a la escuela de radioastronomía para graduados en Harvard.
Los hobbies de Drake incluyeron el cultivo de orquídeas y la pedrería.

### Vida profesional
Drake inició su carrera como investigador de radio astronomía en el Observatorio Nacional de Radioastronomía (NRAO) en Green Bank, Virginia Occidental, y más tarde, el Laboratorio de Propulsión a Reacción. Llevó a cabo mediciones clave que revelaron la presencia de una ionosfera y la magnetosfera jovianas.
Fue elegido miembro de la Academia Estadounidense de las Artes y las Ciencias en 1974.
Estuvo en la Universidad de California en Santa Cruz durante más de 30 años, donde llegó a ser profesor emérito de astronomía y astrofísica, donde también fue decano de ciencias naturales (1984-1988) e intentó establecer contacto radiofónico con civilizaciones extraterrestres.

### Mensaje de Arecibo
En 1974 transmitió un mensaje codificado hacia el espacio profundo, una tarjeta de visita humana en ondas electromagnéticas (Mensaje de Arecibo). El mensaje tardará 25 000 años en llegar al cúmulo globular de Hércules, donde según muchos científicos puede muy bien existir vida inteligente. Sin embargo, cuando el mensaje llegue allí, el cúmulo se habrá movido.

### Ecuación de Drake
En 1961, Frank Drake presentó una ecuación que permite un cálculo probabilístico de cuántas civilizaciones extraterrestres existen en nuestra galaxia con la capacidad de comunicarse por medio de señales de radio. La ecuación es la siguiente:

{\displaystyle N=R^{*}~\times ~f_{p}~\times ~n_{e}~\times ~f_{l}~\times ~f_{i}~\times ~f_{c}~\times ~L}

Siendo:
N = Número de civilizaciones tecnológicamente avanzadas.
R = Número total de estrellas en la Vía Láctea.
fp = La fracción de esas estrellas que tienen sistemas planetarios.
ne = Número de planetas apropiados para la vida, por cada sistema planetario.
fl = La fracción de esos planetas donde se desarrolla vida.
fi = La fracción de esos planetas donde se desarrolla la inteligencia.
fc = La fracción de esos planetas capaces de comunicarse mediante señales de radio.
L = La fracción de tiempo de vida del planeta durante la cual vive la civilización.

## Reconocimientos
- El planetario Drake, en la Escuela Superior de Norwood (Ohio), fue nombrado en su honor.
- El asteroide (4772) Frankdrake fue nombrado en su honor.[5]